# Verner Weckman
Johan Verner Weckman (Loviisa, 26 luglio 1882 – Helsinki, 22 febbraio 1968) è stato un lottatore finlandese, specializzato nella lotta greco-romana.

## Palmarès

### Olimpiadi
- Oro a Londra 1908 nei pesi medio-massimi

### Olimpiadi intermedie
- Oro a Atene 1906 nei pesi medi
- Argento a Atene 1906 nel generale